# Novell eDirectory
Novell eDirectory (ранее служба каталогов Novell, Novell Directory Services) — это совместимая с X.500 служба каталогов, выпущенная в 1993 году компанией Novell, Inc. для централизованного управления доступом к ресурсам на множестве сетевых серверов. Этот продукт широко используется и конкурирует с Active Directory компании Майкрософт, Java System Directory Server компании Sun и 389 Directory Server компании Red Hat.
eDirectory представляет собой иерархическую, объектно-ориентированную базу данных, которая представляет все ресурсы организации в виде логического дерева. Ресурсами могут быть сотрудники, должности, серверы, рабочие станции, приложения, принтеры, службы, группы и т. д. Эффективное управление глобальным и точным доступом к ресурсам достигается за счёт использования динамического наследования прав и использования механизмов эквивалентности по правам. Права доступа для объектов в дереве определяются во время выполнения запроса и зависят от того, какие права назначены объекту явно, через эквиваленты по правам и благодаря местонахождению (контексту) объекта в дереве.

## Распределённость
В eDirectory поддерживается разделение дерева на разделы. Раздел представляет собой поддерево общего дерева сети. Для определения дерева нужно выбрать объект в общем дереве, который будет корневым объектом данного раздела.

## Реплицируемость
Реплицируемость в контексте Novell eDirectory понимается как копирование и тиражирование разделов на любое число серверов для повышения надёжности и снижения нагрузки. Синхронизация копий данных разделов (реплик) на каждом сервере выполняется периодически. При этом по сети передаются только изменённые данные, что способствует минимизации трафика в локальных и глобальных сетях. Любой сервер может быть главным для данных дерева, которые он хранит (если копия данных не объявлена копией «только для чтения»). Кроме того, копии можно фильтровать, чтобы включить только отдельные данные для увеличения скорости. Например, копия раздела может содержать только имена пользователей и их телефонные номера для использования в корпоративной адресной книге. Поддерживаются расписания репликаций; шейпинг трафика репликации.
Другие основные преимущества включают обеспечиваемую механизмом ссылок целостность, синхронизацию в режиме «несколько главных копий» и архитектуру модульной аутентификации. Являются объектом патентов.

## Поддерживаемые способы доступа
Доступ к данным eDirectory можно получить через LDAP, XML, DSML, SOAP, ODBC, JDBC, JNDI, EJB, ActiveX и ADSI. Размер базы в некоторых реализациях превышает 1 миллиард объектов.
В 2005 году eDirectory использовалась на веб-сайте CNN (http://www.cnn.com).
Direction Générale des Impôts, французский налоговый орган, использует Novell eDirectory в качестве хранилища данных налогоплательщиков. В настоящее время каталог содержит данные нескольких сотен тысяч человек. На момент завершения проекта это число должно вырасти до 35 миллионов (практически все французские налогоплательщики).
TransUnion, одно из крупнейших бюро кредитных историй в мире, использует eDirectory для персонификации веб-страниц для 10-12 миллионов клиентов ежегодно.

## Поддерживаемые платформы
- Windows 2000
- Windows Server 2003
- SUSE Linux Enterprise Server
- Red Hat Enterprise Linux
- Novell NetWare
- Sun Solaris
- IBM AIX
- HP-UX